# جائحة فيروس كورونا في هايتي
تُعد جائحة كوفيد-19 في هايتي جزءًا من جائحة فيروس كورونا (كوفيد-19) العالمية المسببة بفيروس كورونا 2 المرتبط بالمتلازمة التنفسية الحادة الشديدة (SARS-CoV-2). أُكد وصول الفيروس إلى هايتي في مارس 2020. وكانت البداية في العاصمة بورت أو برانس. حتى 12 يونيو 2020، بلغ عدد الحالات المؤكدة 3941 حالة، و3853 حالة نشطة، و8081 حالة مشتبه فيها، مع 64 حالة وفاة و24 حالة تعافي.

## خلفية
في 12 يناير 2020، أكدت منظمة الصحة العالمية أن فيروسًا تاجيًا جديدًا كان سببًا لمرض تنفسي عند مجموعة من الناس في مدينة ووهان، تحديدًا في مقاطعة هوبي الصينية، والتي أُبلغ عنها إلى منظمة الصحة العالمية في 31 ديسمبر 2019.
كانت نسبة وفاة الحالات المصابة بكوفيد-19 أقل بكثير من السارس الذي انتشر عام 2003، ولكن كان انتقال العدوى أكبر بكثير، مع إجمالي عدد حالات وفاة أكبر.
أفادت دراسة أجريت عام 2019 أنه بالنسبة لسكان يزيد عددهم عن 11 مليون نسمة، لا يوجد في هايتي سوى 124 سريرًا من وحدات العناية المركزة و64 جهاز تهوية.

## الخط الزمني

### 16-19 مارس
في 16 مارس، في منتصف الليل بالتوقيت المحلي، أعلن جوزيف جوت رئيس وزراء هايتي تعليق الرحلات من أوروبا وكندا وجمهورية الدومينيكان وأمريكا اللاتينية لمدة أسبوعين.
في 19 مارس، جرى تشخيص أول حالتين لكوفيد-19 في البلاد.

### 5-12 أبريل
في 5 أبريل، أكدت البلاد حالة الوفاة الأولى المسببة بكوفيد-19.
في 9 أبريل، وافق مجلس المديرين التنفيذيين بالبنك الدولي على منحة بقيمة 20 مليون دولار أمريكي من أجل دعم مشروع استجابة هايتي لكوفيد-19.
في 12 أبريل، كتبت «ذا إنترسيبت»: «أغلقت الحكومة الهايتية المدارس ومعظم المصانع وشجعت الناس على تبني إجراءات التباعد الاجتماعي».

### 15 أبريل
في 15 أبريل 2020، أعلن رئيس وزراء هايتي جوزيف جوت أن هايتي سوف تعيد فتح مصانع النسيج يوم الإثنين 20 أبريل. تمثل المنسوجات 90% من صادرات هايتي، وستستأنف الصناعة بنسبة 30% من أجل ضمان التباعد الاجتماعي في مكان العمل. كتبت صحيفة ميامي هيرالد أن رسائل جوت «تبدو مناقضة لما يقوله خبراء الصحة الإقليميون لدول المنطقة»، مشيرة إلى أن مديرة منظمة الصحة الأمريكية بان كاريسا إيتيان حذرت من أن التباعد الاجتماعي «يبقى أفضل رهان لدينا من أجل الحد من انتقال العدوى وإبطاء انتشار الفيروس وذكرت أن: كوفيد-19 لم يضرب بعد بكامل قوته في منطقتنا، خاصة في أمريكا اللاتينية ومنطقة البحر الكاريبي، ونتوقع أن يتكثف في الأسابيع القليلة المقبلة»، وأن «ارتفاع حالات الاستشفاء والوفيات التي نراها في بعض البلدان يسلط الضوء على مدى سرعة تغير الوضع».

### 5 مايو
في 5 مايو، أعربت الدكتورة إتيان، مديرة منظمة الصحة للبلدان الأمريكية، عن قلقها بشأن هايتي. هناك بالفعل 17000 من العائدين، ومن المتوقع أن يرتفع هذا العدد إلى 55000. وصفت إتيان الوضع أنه «اقتراب عاصفة كاملة».

### 8 مايو
في 8 مايو، أعرب الفريق الاستشاري المخصص التابع للمجلس الاقتصادي والاجتماعي التابع للأمم المتحدة والمعني بهايتي عن قلقه من أنه «ما لم تدار بشكل ملائم، يمكن أن تصبح حالة الطوارئ الصحية لكوفيد-19 وأثرها الاجتماعي والاقتصادي كارثة إنسانية، ما يهدد بتعرية بعض المكاسب الأمنية والإنمائية التي تحققت بصعوبة والتي تحققت في العقد ونصف العقد الماضيين في هايتي».

### 24 مايو
يمارس نحو نصف الهايتيين الفودو، وبالنظر إلى النقص في المرافق الطبية، بحلول أواخر شهر مايو، حدد مجتمع فودو 1000 معبود فودو بمساحة متاحة يمكن استخدامها من أجل عزل ما يصل إلى 15 مريضًا من كوفيد -19. نقلت رويترز عن كاهنة الفودو (مامبو) لاميرسي تشارلز قولها «نحن نعيش في بلد لا يتمكن النظام الصحي من الاستجابة لتحدي الوباء، لذلك نعتمد على العلاجات الطبيعية بدلًا من ذلك ... اعتُبر معبد بلدي عيادة».

### 4 يونيو
في 4 يونيو، عبرت منظمة أطباء بلا حدود عن انزعاجها من أن عدد حالات كوفيد-19 في هايتي قد ازداد بسرعة في أقل من شهر من 100 حالة إلى أكثر من 2600 حالة مع 50 حالة وفاة.

## التحليل والتعليق
جاء في نشرة كاونتربنش في 1 أبريل 2020:
على الرغم من محدودية موارد هايتي، لكن استجابة الحكومة بحاجة إلى دمج الإغاثة الاقتصادية للسكان، خاصة بالنسبة للبائعين المتجولين وعمال المصانع وأصحاب الأعمال الصغيرة الذين يعتمد الكثير منهم على الاقتصاد غير الرسمي من أجل كسب العيش. ومع ذلك، فقد اعتمدت الحكومة حتى الآن على السياسة النقدية -زيادة الوصول إلى الائتمان من خلال البنك المركزي وتخفيف جداول السداد. ومع ذلك، من المحتمل أن يكون لهذا تأثير محدود على الغالبية العظمى من الهايتيين. بدون مساعدة دولية أكبر، من غير المرجح أن تمتلك الحكومة الموارد المالية المتاحة لدعم السكان بشكل صحيح طوال الأزمة. بدأ التلاعب بالأسعار بالفعل، ما شكل ضغطًا على السكان الهشين بالفعل. ويرجع ذلك جزئيًا إلى حقيقة أن الإمدادات الغذائية في هايتي تعتمد إلى حد كبير على الواردات، التي من المرجح أن تنخفض خلال الوضع الحالي. في الوقت الذي أعلنت فيه الحكومة عن تدابير لضمان توزيع الغذاء، يجب أن تضع أولوية لحماية المستهلكين من ارتفاع الأسعار. ويمثل ذلك أيضًا فرصة للاستثمار في القطاع الزراعي وتوسيعه، ما يمكن أن يوفر الاستقرار للمزارعين والبائعين ويزيد الإنتاج الوطني. من الضروري أن ندرك أن عدم قدرة الدولة الهايتية على الاستجابة بشكل مناسب للأزمة مرتبط بإرث من الهيمنة والاحتلال والاستغلال الأجنبي، وعقود من سياسات المساعدة الخارجية التي قوضت قدرة الدولة. ومع ذلك، يتضح بشكل متزايد، مثلما حدث مع زلزال عام 2010، أن الحكومة الهايتية لن تكون قادرة على الاستجابة بشكل مناسب للأزمة الحالية دون زيادة الدعم من المجتمع الدولي.
ذكر ريتشارد فريشيت، وهو طبيب يبلغ من العمر 67 عامًا وكاهنًا كاثوليكيًا رومانيًا من الولايات المتحدة يعمل في هايتي في مقال نشر في 9 أبريل 2020 أن:
أختي في الولايات المتحدة، تحتمي في مكانها، وتستمتع بأسماك أبو سيف وسمك السلمون كل ليلة وتلعب الخربشة. ولكن بالنسبة إلى هنا، يجب على الشخص أن يلجأ إلى بيته دون فرصة الخروج إلى الشوارع والعمل لكسب ما يكفي من المال للعيش اليوم، وهذا يعني أنهم سيجلسون الليلة بمفردهم، وهم جائعون مع أطفالهم وهم قلقون بشأن الغد. هذا ما يجعل تطبيق التدابير صعبًا.